# Henryk X Rumpold
Henryk X Rumpold (Młodszy) (ur. najprawdopodobniej pomiędzy 1388 a 1396, zm. 18 stycznia 1423) – książę głogowski w latach 1412/3-1423 (na połowie Głogowa, współrządy z bratem Henrykiem IX).
Dokładna data urodzenia jest trudna do ustalenia z powodu braku źródeł pisanych. Był synem Henryka VIII Wróbla i Katarzyny opolskiej. Po wczesnym osieroceniu przez ojca znalazł się najpierw pod opieką matki, oraz wujka Ruprechta Legnickiego, potem zaś starszych braci Jana I żagańskiego i Henryka IX.
W 1413 objął rządy wraz z braćmi w księstwie głogowskim. Nie angażował się jednak zbytnio w sprawy wewnętrzne księstwa pozostawiając rządy w rękach Henryka IX. Pozostawał na służbie Zygmunta Luksemburczyka. W 1420 wraz z braćmi uczestniczył w zjeździe wrocławskim, gdzie złożył hołd Zygmuntowi. Uczestniczył w wyprawach przeciwko husytom. W 1420 został landwójtem Łużyc Górnych. Po śmierci matki wszedł wraz z Henrykiem IX w posiadanie Kożuchowa i Zielonej Góry. W służbie Zygmunta Luksemburczyka był mediatorem w sprawach międzynarodowych, w trakcie misji dyplomatycznej w Danii zmarł w obozie wojskowym pod Flubsbergiem. Nie pozostawił następców, został pochowany w Hadersleben (Haderslev). Był krótko żonaty z Adelajdą z córką Bogusława VIII, księcia stargardzkiego i słupskiego oraz Zofii holsztyńskiej.